# 211 pr. n. št.
Stoletja: 4. stoletje pr. n. št. - 3. stoletje pr. n. št. - 2. stoletje pr. n. št.
Desetletja: 260. pr. n. št. 250. pr. n. št. 240. pr. n. št. 230. pr. n. št. 220. pr. n. št. - 210. pr. n. št. - 200. pr. n. št. 190. pr. n. št. 180. pr. n. št. 170. pr. n. št. 160. pr. n. št.
Leta: 216 pr. n. št. 215 pr. n. št. 214 pr. n. št. 213 pr. n. št. 212 pr. n. št. - 211 pr. n. št. - 210 pr. n. št. 209 pr. n. št. 208 pr. n. št. 207 pr. n. št. 206 pr. n. št.

## Smrti
- Arsak I. Partski, ustanovitelj Arsakidske dinastije in prvi veliki kralj Partskega cesarstva, vladal 250-211 pr. n. št., * ni znano